# Молли Блум
Мо́лли Блум (англ. Molly Bloom) — литературный персонаж в романе Джеймса Джойса «Улисс». Жена главного героя, Леопольда Блума, она является «антиподом» Пенелопы в «Одиссее». Главное различие между Пенелопой и Молли в том, что первая осталась верной мужу, а последняя нет.
Молли, урождённая Марион Твиди (англ. Marion Tweedy), родилась в Гибралтаре 8 сентября 1870 года в семье ирландского офицера майора Твиди и гибралтарки испанско-еврейского происхождения Луниты Ларедо. Молли и Леопольд поженились в 1888 году.
Она является матерью Милли Блум (р. 1893), которая в возрасте 15 лет покинула дом, чтобы изучать фотографию. Она также мать Руди Блума (р. 1894), который умер на 11-м дне жизни. В Дублине Молли занимается оперным пением, по этой причине достаточно известна.
Последняя глава «Улисса» представляет собой знаменитый солилоквий (монолог, обращённый к себе) Молли, её оформленный практически без пунктуации поток сознания, пока она лежит без сна рядом с мужем.
Прототипом Молли Блум послужила собственная жена и муза Джеймса Джойса Нора Барнакл. День 16 июня 1904 г., сейчас отмечаемый как «Блумсдэй» — день их первого свидания.